# Възнесение Господне (Горно Чичево)
„Възнесение Господне“ или „Свети Спас“ (на македонска литературна норма: „Вознесение Господне“, „Свети Спас“) е възрожденска православна църква във велешкото село Горно Чичево, централната част на Северна Македония, част от Градската енория на Повардарската епархия на Македонската православна църква – Охридска архиепископия.
Църквата е гробищен храм, разположен в северния край на селото. Построена е между 1860 и 1880 година. в 1994 – 1995 година на църквата е направена частична реконструкция. В храма са запазени ценен възрожденски иконастас и царски двери.
- Иконостасът
- Стенопис над входа